# 布基亚尼科
布基亚尼科是意大利阿布鲁佐大区基耶蒂省的一个镇。